# Szeged díszpolgárainak listája
Ez a szócikk Szeged megyei jogú város díszpolgárait sorolja fel.

## 1833–1945
- Széchenyi István – 1833
- Würtler István – 1837
- Sina György – 1839
- Dercsényi János (Lajos)[1]– 1840
- Babarczy Antal – 1846
- Bene József – 1846
- Szentiványi Vince – 1846
- Klauzál Gábor – 1848, 1861
- Kossuth Lajos – 1848, 1861
- Wesselényi Miklós – 1848
- Deák Ferenc – 1848, 1861
- Földváry Sándor – 1849
- Oltványi István – 1860
- Bartakovics Béla – 1861
- Bonnaz Sándor – 1861
- Horváth Mihály – 1861
- Kárász Géza – 1861
- Károlyi Sándor – 1861
- Klapka György – 1861
- Lonovics József – 1861
- Perczel Mór – 1861
- Somogyi Antal – 1861
- Scitovszky János – 1861
- Teleki László – 1861
- Tomcsányi József – 1861
- Vukovics Sebő – 1861
- Zichy Jenő – 1868
- Ghyczy Kálmán – 1875
- Tisza Lajos gróf (1832–1898), az árvíz utáni újjáépítés királyi biztosa[2]
- Lechner Lajos – 1884
- Jókai Mór – 1893
- Wekerle Sándor – 1894
- Magyar Gábor – 1899
- Kállay Albert – 1905
- Thaly Kálmán – 1906
- Darányi Ignác – 1909
- Kossuth Ferenc – 1914
- Apponyi Albert – 1923
- Andrássy Gyula – 1929
- Klebelsberg Kuno – 1930
- Glattfelder Gyula – 1935
- Gömbös Gyula – 1935 (2014-ben megfosztották díszpolgári címétől)[3]
- Szent-Györgyi Albert – 1937
- Teleki Pál – 1939
- Zadravecz István – 1939
- Károlyi Gyula – 1939
- Varga József – 1942
- Tildy Zoltán – 1945
- Rákosi Mátyás – 1945 (2011-ben megfosztották díszpolgári címétől)[4]

## 1990–től napjainkig
- Buday György (1907–1990) fametszőművész, újságíró, tipográfus– 1990
- Straub F. Brunó (1914–1996) biokémikus – 1990
- Varga Mátyás (1910–2002) díszlettervező – 1990
- Szőkefalvi-Nagy Béla (1913–1998) matematikus – 1991
- Péter László (1926–2019) ny. egyetemi tanár, irodalomtörténész, várostörténész, nyelvész, folklorista - 1992
- Ilia Mihály (1934) szerkesztő, kritikus, irodalomtörténész – 1993
- Kass János (1927–2010) grafikusművész – 1994
- Boda Domokos (1921–2015) Széchenyi-díjas gyermekgyógyász professzor – 1995
- Simon Miklós (1916–2007) orvosprofesszor – 1996
- Kopasz Márta (1911–2011) festő- és grafikusművész – 1997
- Kristó Gyula (1939–2004) történész, akadémikus – 1998
- Solymosi Frigyes (1931–2018) kémikus, akadémikus – 1999
- Gyulay Endre (1930–2024) Szeged-csanádi megyés püspök – 2000
- Kovács Gábor (1929–2023) orvosprofesszor – 2001
- Mészáros Rezső (1942) geográfus, rektor – 2002
- Gregor József (1940–2006) operaénekes – 2003
- Zsigmond Vilmos (1930–2016) Oscar-díjas operatőr – 2004
- Lékó Péter (1979) sakknagymester – 2005
- Telegdy Gyula (1935–2023) orvosprofesszor – 2006
- Király Levente (1937–2024) színművész – 2007
- Lippai Pál (1944) a város rendszerváltás utáni első polgármestere – 2008
- Novák István (1938–2013) nyugalmazott városi főépítész – 2009
- Blazovich László (1943) levéltáros, történész, akadémikus – 2010
- Gyimesi Kálmán (1933–2025) operaénekes – 2011
- Dobozy Attila (1939) orvosprofesszor – 2012
- Baradnay Gyula (1931) sebészprofesszor – 2013
- Trogmayer Ottó (1934–2015) régész, muzeológus – 2014
- Balogh Elemér (1958) jogtörténész, alkotmánybíró – 2015
- Csapó Benő (1953–2023) oktatáskutató – 2016
- Pintér Sándor (1934–2022) orvosprofesszor, gyermekgyógyász – 2017
- Szabó Gábor (1954) fizikus, akadémikus, a Szegedi Tudományegyetem rektora – 2018
- Wollemann Mária (1923–2019) orvos, biokémikus, az MTA Szegedi Biológiai Kutatóközpont Biokémiai Intézetének egykori igazgatója – 2019
- Katona Márta orvos, csecsemő- és gyermekgyógyász, gyermekkardiológus, a Szegedi Tudományegyetem Gyermekgyógyászati Klinikájának professzora[5]  – 2020
- Karikó Katalin (1955) Nobel-díjas kutatóbiológus, biokémikus, az mRNS alapú vakcinák technológiájának szabadalmaztatója, a BioNTech cég alelnöke – 2021
- Szajbély Mihály (1952) irodalomtörténész[6] – 2022
- Vécsei László (1954) Széchenyi-díjas orvos, neurológus, egyetemi tanár, akadémikus. A fejfájás és a sclerosis multiplex kutatásának neves tudósa – 2023
- Gál Béla kémia-biológia szakos tanár, 2005-2019 között a szegedi Radnóti Miklós Kísérleti Gimnázium igazgatója[7] – 2024
- Vajda Júlia (1957) operaénekes – 2025